# Lur-i Buzurg
Els atabegs del Gran Luristan o Lur-i Burzurg, foren una dinastia de sobirans amb títol d'atabegs que va governar a part del territori del Luristan entre 1115 i 1424 amb capital a Idadj o Idhadj (més tard Malamir, moderna Ida). El nom de la dinastia fou també Fadluwàyhides i Hazaràspides i deia ser d'origen sirià i haver-se establert al Luristan el 1106. Van dominar el Lurtistan oriental i meridional. Una altra branca, els Fadlawàyhides, van governar a Xabanqara

## Història
El seu ancestre fou Fadloe o Fadlawayh (per això Fadluwàyhides i també Fadlawàyhides i Fadlowàyhides) que hauria abandonat Síria amb la seva gent i després de passar per l'Azerbaidjan haurien arribat vers 1106 al Luristan a la zona d'Uixturan Kuh.
El primer príncep fou Abu Tahir ibn Muhammad, de la novena generació després de Fadlawayh, que va donar suport al príncep salghúrida de Fars, Sunkur (1148-1161) en la campanya contra els Xabanqara i va rebre el govern del districte de Kuhgiluya (Kuh-i Siluya) des d'eon es va estendre pel Luristan. En realitat mai no fou atabeg de cap príncep i només va assolir aquest títol; es va fer independent de Sunkur el 1155.

### Malek Hazarasp i els seus fills
El seu fill Malek Hazarasp (del qual la dinastia és anomenada Hazaràspida) el va succeir el 1203/1204 i la llargada del seu regnat és desconeguda, ja que les dades donades van entre 1229/1230 i 1252/1253. Va reforçar la seva posició expulsant a la tribu xul (que va emigrar a Fars) i va fer la guerra amb èxit contra els salghúrides. Va rebre del califa al-Nasir (1180-1225) el títol d'atabeg (potser simplement una confirmació). Fou vassall del xa de Coràsmia Ala al-Din Muhammad (vers 1117-1120) i després del seu fill Djalal al-Din Manguberti (1225-1230) que es va casar amb una filla seva. Va estendre els seus dominis fins a l'oest d'Esfahan i va expulsar a la tribu Xul. Va restar neutral entre el xa de Coràsmia i el califa abbàssida.
La seva successió és incerta. Apareixen esmentats dos fills, Imad al-Din (vers 1248/1249) i Nusrat al-Din (vers 1251/1252) però no s'indica que fossin atabegs. Un tercer fill, Tekla (Takla), nascut de Malek Hazarasp i una princesa salghúrida apareix tot seguit, amb el títol d'atabeg, segurament a partir de 1257 o 1258. Va derrotar els salghúrides i va acompanyar a Hulagu a Bagdad però quan el darrer califa fou assassinat (1258), el va abandonar i es va dirigir al Luristan. Hulagu va enviar un exèrcit que el va fer presoner i el va executar a Tabriz vers 1259. El va succeir el seu germà Xams al-Din Alp Arghun que va haver de reconstruir el país assolat pels mongols i que segurament va reconèixer la sobirania mongola, però no fou confirmat. Va governar fins al 1274/1275 i el va seguir el seu fill Yusufxah I.

### Yusufxah
Va anar a la cort de l'Il-kan Abaqa que li va permetre retornar al seu país com a tributari i li va reconèixer el seu títol, i a més va afegir al seu govern el Khuzestan, Kuhgiluya, Golpayagan i Firuzan (prop d'Esfahan). Es va amoïnar pel benestar del seu poble; fou lleial a l'il-kan al que va ajudar durant la incursió de Barak Khan des de Transoxiana, i el 1282 va donar suport al nou kan Ahmed, però aquest fou derrotat; va poder guanyar la benevolència del seu germà Arghun Khan que finalment li va reconèixer les seves possessions el 1284.

### Afrasiyab i el seu fill
Vers el 1288 el va succeir el seu fill Afrasiyab I que va enviar al seu germà Nusrat al-Din com a ostatge a la cort de l'Il-kan. A la mort d'Arghun Khan el 1291 seguida de l'assassinat del governador d'Esfahan, va ocupar temporalment aquesta darrera ciutat amb un contingent manat per un cosí seu, Kizil, i va tractar d'estendre la seva autoritat cap al golf Pèrsic, inicialment amb autorització de la cort mongola (Gaykhatu el 1291), però aviat sense aquesta autorització i fins i tot amb la seva oposició. Els il-kànides van enviar forces als llocs amenaçats com Siraz, i van derrotar l'exèrcit d'Afrasiyab I a Kuhrud prop de Kaxan. Afrasiyab va fugir al castell de Mandjaxt on finalment es va haver de rendir. No obstant fou perdonat per l'Il-kan Gayakhtu que li va retornar els seus dominis originals. A la mort de Gayakhtu el seu successor Ghazan (1295), seguint el consell dels seus generals, en va ordenar la seva deposició i execució que va tenir lloc el 26 d'octubre 1296.
El seu fill i successor Nusrat al-Din Ahamad va governar pacíficament i de manera molt propera als il-kànides, a la cort dels quals passava la major part del temps; els seus ingressos estaven dividits en tres parts: una per a ell i la seva família, una per l'exèrcit, i una per finalitat religioses; fou doncs molt apreciat dels teòlegs. Va morir entre 1329 i 1333 i el va succeir el seu fill Rukn al-Din Yusufxah II, que també fou un governant pacífic i bondadós.

### Rukn al-Dîn Yusufxah i els seus successors
Yusufxah va morir a Xuixtar el 1139/1340 i el va seguir el seu fill (en algues fonts assenyalat com a germà) Muzaffar al-Din Afrasiyab II, que va esdevenir independent de fet a causa de la desaparició del kanat dels Il-kan quasi inexistent després del 1335.
No se sap quant de temps va governar però no fou un regnat massa llarg; fou succeït pel seu fill Nawr al-Ward (flor de roser) que tampoc se sap quant de temps va regnar però fou deposat i cegat pel muzaffàrida Mubariz al-Din Muhammad (1355) i el va succeir el seu cosí (o el seu nebot) Xams al-Din Paxang, possible fill de Yusufxah II. Durant tot el seu regnat va haver de lluitar contra els muzaffàrides enfront dels quals va perdre la seva capital Idadj; però les lluites internes entre muzaffàrides li van permetre de capgirar la situació i recuperar la ciutat.
Va morir el 1378/1379 i va esclatar una guerra civil entre dos pretendents, el seu fill Malek Huixang i Malek Pir Ahmad, indicat com a fill de Nawr al-Ward en algunes referències i en altres com a fill del mateix Xams al-Din Paixang. La mort poc després del primer va deixar el camí lliure al segon que va governar per poc temps doncs fou expulsat pel muzaffàrida Xah Mansur que va posar al tron a un notable de nom Malek Uways. Però el 1393 Pir Ahmad va aconseguir retornar amb ajuda de Tamerlà que va permetre el retorn dels expulsats pels muzaffàrides. El 1395/1396 Tamerlà va deposar Pir Ahmad i el va portar amb dos germans seus a Samarcanda i durant un temps Luristan va estar sense cap, fins que Tamerlà va repartir el territori entre Pir Ahmad i el seu germà Afrasiyab III.
A la mort de Tamerlà (1405) Pir Ahmad fou deposat altre cop pel successor Mirza Pir Muhammad i empresonat, però fou alliberat i va retornar al poder el 1408/1409; Al cap de molt poc temps fou deposat per una revolta popular i el va succeir el seu fill Abu Said que va regnar fins al 1417. El va succeir el seu fill Xah Husayn, assassinat el 1424 per un parent de nom Ghiyat al-Din, net de Malek Huxang, que va prendre el poder; uns mesos després el timúrida Xah Ruk va ocupar el país i va expulsar a Ghiyat al-Din acabant amb ell la dinastia. El territori fou annexionat als dominis timúrides el 1433/1434.

## Llista d'atabegs

### Dinastia Fadluwàyhida o Hazaràspida
- Abu Tahir ibn Muhammad Ibn Fadluwayh (o Ibn Fadluya) 1155-1202
- Nusrat ad-Din Malek Hazarasp vers 1202-1230 o 1253
- Imad al-Din ? vers 1230-1248
- Nusrat al-Din Talha ? vers 1248-1253
- Tekele ibn Nasr ad-Din vers 1253-1259
- Xams ad-Din Alp Arghun vers 1259-1274
- YusufXah I vers 1274-1288
- Afrasiyab I 1288-1296
- Nusrat ad-Din II Ahmad 1296-1330 o 1333
- Rukn al-Din Yusufxah II 1330 o 1333-1339/1340
- Muzaffar al-Din Afrasiyab II 1339/1340- vers 1350
- Nawr al-Ward vers 1350-1355
- Xams ad-Din Paxang 1355-1378/1379
- Malik Huxang vers 1378/1379-1380
- Malik Pir Ahmad vers 1380-1388
- Malik Uways vers 1388-1393
- Malik Pir Ahmad (segona vegada) vers 1393-1396
- Vacant 1396-1397
- Malik Pir Ahmad i Afrasiyab III (junts) 1397-1405
- Malik Pir Ahmad (sol) 1405-1406
- Tron vacant sota autoritat del timúrida Pir Muhammad ibn Umar Xaykh ibn Timur 1406-1408
- Malik Pir Ahmad (quarta vegada) 1408/1409-1412
- Abu Sayid vers 1412-1417
- Xah Hussein vers 1417-1424
- Ghiyath al-Din 1424-1425
- Als timúrides 1425-1449.